# Pacific Princess

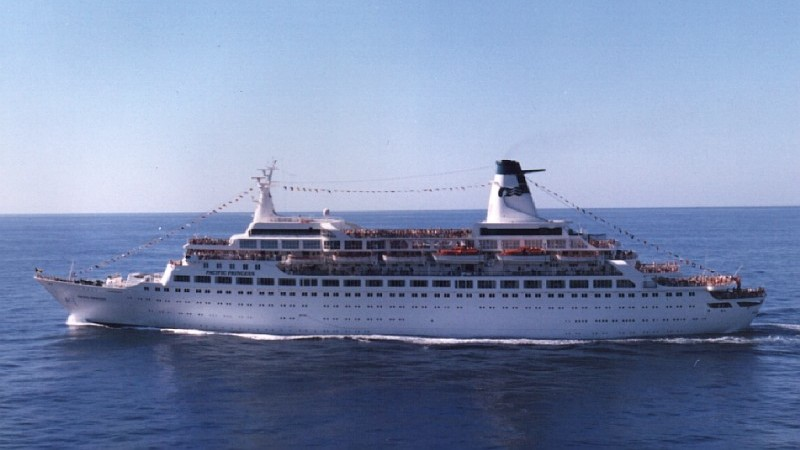

Pacific, wcześniej Sea Venture i Pacific Princess, statek wycieczkowy pływający od 1972. Na nim (nosił wtedy nazwę Pacific Princess) toczyła się akcja serialu telewizyjnego Statek miłości, w rzeczywistości nakręconego przeważnie w studiu. Statek należał do linii Princess Cruises.
Na 9 pokładów pasażerskich zabiera 680 pasażerów.
Statek został zbudowany przez stocznię niemiecką Rheinstahl jako Sea Venture dla Norwegian Cruiseships.
Island Princess – jednostka siostrzana Pacific Princess.
Zwodowany 9 maja 1970 roku, koszt budowy wyniósł 25 mln USD, prędkość 20 węzłów, długość 167,74 m.